# Anna Gryc
Anna Maria Gryc (* 16. Oktober 1999) ist eine polnische Sprinterin und Hürdenläuferin, die sich auf die 400-Meter-Distanz spezialisiert hat. Mit der polnischen 4-mal-400-Meter-Staffel wurde sie 2025 in Nanjing Vizehallenweltmeisterin.

## Sportliche Laufbahn
Erste internationale Erfahrungen sammelte Anna Gryc im Jahr 2021, als sie bei den U23-Europameisterschaften in Tallinn mit 58,84 s im Halbfinale im 400-Meter-Hürdenlauf ausschied und der polnischen 4-mal-400-Meter-Staffel zum Finaleinzug verhalf und damit zum Gewinn der Bronzemedaille beitrug. 2024 schied sie bei den Hallenweltmeisterschaften in Glasgow mit der Staffel mit 3:28,80 min in der Vorrunde aus und im Juni schied sie bei den Europameisterschaften in Rom mit 56,91 s im Vorlauf über 400 m Hürden aus. Im Jahr darauf gewann sie bei den Hallenweltmeisterschaften in Nanjing mit der Staffel in 3:32,05 min gemeinsam mit Justyna Święty-Ersetic, Aleksandra Formella und Anastazja Kuś die Silbermedaille hinter dem US-amerikanischen Team.
2021 wurde Gryc polnische Meisterin in der 4-mal-100-Meter-Staffel sowie 2023 und 2024 in der 4-mal-400-Meter-Staffel. Zudem wurde sie 2021 Hallenmeisterin in der 4-mal-200-Meter-Staffel.

## Persönliche Bestzeiten
- 400 Meter: 53,06 s, 24. Mai 2024 in Białystok
  - 400 Meter (Halle): 53,61 s, 17. Februar 2024 in Toruń
- 400 m Hürdenlauf: 56,71 s, 27. Juni 2024 in Bydgoszcz